# Johan Cruijff Schaal 2021
De wedstrijd om de Johan Cruijff Schaal 2021 werd op 7 augustus 2021 gespeeld. De wedstrijd vond plaats in de Johan Cruijff ArenA in Amsterdam. Landskampioen en bekerwinnaar Ajax, bij aanvang negenvoudig winnaar en voor de achttiende keer deelnemer, treedt aan tegen de nummer 2 van de voorgaande jaargang PSV, bij aanvang elfvoudig winnaar en voor de negentiende keer deelnemer.
PSV won de wedstrijd met 0–4 door doelpunten van Noni Madueke (2x), Yorbe Vertessen en Mario Götze. Ajacied Nicolás Tagliafico kreeg kort voor rust een rode kaart na een overtreding op André Ramalho.
Scheidsrechter Björn Kuipers floot de laatste wedstrijd uit zijn loopbaan en ging met voetbalpensioen. Ook voor ESPN-commentator Evert ten Napel was het de laatste wedstrijd.

## Wedstrijddetails
|                                                |      | |     | |
| Johan Cruijff Schaal 7 augustus 2021 20:00 uur | Ajax | 0 – 4 | PSV | Stadion: Johan Cruijff ArenA, Amsterdam Toeschouwers: 25.000 Scheidsrechter: Björn Kuipers Assistenten: Sander van Roekel Assistenten: Erwin Zeinstra Vierde official: Dennis Higler Video-assistent: Pol van Boekel AVAR: Joost van Zuilen |
| Johan Cruijff Schaal 7 augustus 2021 20:00 uur |      | 2', 29' Noni Madueke Marco van Ginkel; Eran Zahavi 76' Yorbe Vertessen Cody Gakpo 89' Mario Götze Yorbe Vertessen |     | Stadion: Johan Cruijff ArenA, Amsterdam Toeschouwers: 25.000 Scheidsrechter: Björn Kuipers Assistenten: Sander van Roekel Assistenten: Erwin Zeinstra Vierde official: Dennis Higler Video-assistent: Pol van Boekel AVAR: Joost van Zuilen |
| Johan Cruijff Schaal 7 augustus 2021 20:00 uur |      | |     | Stadion: Johan Cruijff ArenA, Amsterdam Toeschouwers: 25.000 Scheidsrechter: Björn Kuipers Assistenten: Sander van Roekel Assistenten: Erwin Zeinstra Vierde official: Dennis Higler Video-assistent: Pol van Boekel AVAR: Joost van Zuilen |
| Johan Cruijff Schaal 7 augustus 2021 20:00 uur |      | |     | Stadion: Johan Cruijff ArenA, Amsterdam Toeschouwers: 25.000 Scheidsrechter: Björn Kuipers Assistenten: Sander van Roekel Assistenten: Erwin Zeinstra Vierde official: Dennis Higler Video-assistent: Pol van Boekel AVAR: Joost van Zuilen |
|                                                |      | |     | |

| Ajax | PSV |

|                |    |                      |         |
|                |    |                      |         |
| DM             | 32 | Remko Pasveer        |         |
| RV             | 12 | Noussair Mazraoui    |         |
| CV             | 02 | Jurriën Timber       |         |
| CV             | 21 | Lisandro Martínez    | 86'     |
| LV             | 31 | Nicolás Tagliafico   | 40'     |
| RM             | 08 | Ryan Gravenberch     |         |
| CM             | 06 | Davy Klaassen        | 31' 46' |
| LM             | 17 | Daley Blind          | 74'     |
| LB             | 10 | Dušan Tadić          |         |
| SP             | 22 | Sébastien Haller     | 61'     |
| RB             | 23 | Steven Berghuis      | 74'     |
| Wisselspelers: |    |                      |         |
| DM             | 01 | Maarten Stekelenburg |         |
| DM             | 16 | Jay Gorter           |         |
| VD             | 04 | Edson Álvarez        |         |
| VD             | 15 | Devyne Rensch        | 46'     |
| VD             | 28 | Lisandro Magallán    | 86'     |
| VD             | 35 | Youri Baas           |         |
| MV             | 18 | Jurgen Ekkelenkamp   | 74'     |
| MV             | 25 | Kenneth Taylor       |         |
| MV             | 26 | Victor Jensen        |         |
| AV             | 07 | David Neres          | 61'     |
| AV             | 09 | Danilo               | 74'     |
| AV             | 42 | Ar'Jany Martha       |         |
| Coach:         |    |                      |         |
| Erik ten Hag   |    |                      |         |

|                |    |                  |         |
|                |    |                  |         |
| DM             | 16 | Joël Drommel     |         |
| RV             | 29 | Phillipp Mwene   | 46'     |
| CV             | 05 | André Ramalho    |         |
| CV             | 28 | Olivier Boscagli |         |
| LV             | 31 | Philipp Max      | 81'     |
| RM             | 08 | Marco van Ginkel |         |
| CM             | 27 | Mario Götze      |         |
| LM             | 06 | Ibrahim Sangaré  | 61'     |
| RB             | 23 | Noni Madueke     | 73'     |
| SP             | 07 | Eran Zahavi      | 31' 46' |
| LB             | 11 | Cody Gakpo       |         |
| Wisselspelers: |    |                  |         |
| DM             | 38 | Yvon Mvogo       |         |
| DM             |    | Aron van Lare    |         |
| VD             | 03 | Jordan Teze      | 46' 73' |
| VD             | 04 | Nick Viergever   |         |
| VD             | 24 | Armando Obispo   | 73'     |
| VD             | 35 | Fredrik Oppegård | 81'     |
| MV             | 14 | Davy Pröpper     | 61'     |
| MV             | 17 | Mauro Júnior     |         |
| AV             | 19 | Bruma            |         |
| AV             | 42 | Fodé Fofana      |         |
| AV             | 53 | Yorbe Vertessen  | 46'     |
| Coach:         |    |                  |         |
| Roger Schmidt  |    |                  |         |

| Johan Cruijff Schaal 2021 |
| ------------------------- |
| PSV 12de titel            |

1949 · 1989 · 1991 · 1992 · 1993 · 1994 · 1995 · 1996 · 1997 · 1998 · 1999 · 2000 · 2001 · 2002 · 2003 · 2004 · 2005 · 2006 · 2007 · 2008 · 2009 · 2010 · 2011 · 2012 · 2013 · 2014 · 2015 · 2016 · 2017 · 2018 · 2019 · 2020 · 2021 · 2022 · 2023 · 2024